# Filmografia de Ridley Scott
O diretor e produtor cinematográfico inglês Ridley Scott é um dos mais premiados nomes do cinema internacional de sua geração. Ao longo de uma carreira de mais de cinco décadas, Scott produziu e dirigiu filmes considerados obras-primas dos gêneros de suspense e ficção científica, sendo notória sua tendência em inserir elementos de cinema épico e histórico em tais gêneros de filmes. No geral, sua obra pode ser conceituada como uma grande abordagem de padrões sociais em determinados períodos da história do mundo com grande enfoque também em personagens femininos, além de destacado trabalho em cinematografia e iluminação.
Scott iniciou sua carreira na década de 1960 realizando curta-metragens e comerciais televisivos ao lado do roteirista Tony Scott, seu irmão. Em 1977, Scott teve sua estreia nos grandes estúdios de cinema com o drama histórico The Duellists. O filme - que retrata o cenário das Guerras Napoleônicas - recebeu grande aclamação da imprensa especializada, mas sem atingir grandes públicos. No mesmo período, o cinema estadunidense viveu o ressurgimento de filmes de ficção científica após o sucesso estrondoso de Star Wars. Scott assumiu a direção de Alien (1979), estrelado por Sigourney Weaver e que arrecadou mais de 104 milhões de dólares em bilheterias mundiais, sendo um grande sucesso comercial e de crítica. O sucesso de Alien levou ao estabelecimento de uma aclamada franquia cinematográfica com o lançamento subsequente de outros cinco filmes: Aliens (1987), Alien 3 (1992), Alien Resurrection (1997), Prometheus (2012) e Alien: Covenant (2017).
Scott continuou investindo em ficção científica com Blade Runner (1982), estrelado por Harrison Ford e que mescla elementos de filme noir com fantasia e drama. O filme teve um grande sucesso comercial e de crítica e recebeu uma sequência décadas mais tarde, Blade Runner 2049 (2017). Nos anos seguintes, Scott dirigiu o filme de fantasia Legend (1985), o drama romântico Someone to Watch Over Me (1987) e o suspense Black Rain (1989). Na década seguinte, seu trabalho foi marcado pela exploração de outros gêneros cinematográficos, como o aclamado Thelma & Louise (1991), que venceu o Oscar de melhor roteiro original e pelo qual recebeu uma indicação ao Oscar de melhor diretor. Em seguida, dirigiu o drama histórico 1492: Conquest of Paradise (1992), o suspense White Squall (1996) e G.I. Jane (1997), este último baseado na rede de brinquedos infantis G.I. Joe.
Nos anos 2000, a carreira de Scott foi marcada por produções de grande aclamação crítica e comercial iniciando com o épico Gladiator (2000), considerado inovador em diversas técnicas de cinematografia e efeitos visuais e vencedor de diversos prêmios do cinema, incluindo o Oscar de melhor filme e Oscar de melhores efeitos visuais além de sua segunda indicação ao Óscar de Melhor Diretor. No ano seguinte, Scott dirigiu o suspense Hannibal e o drama de guerra Black Hawk Down, pelo qual recebeu sua terceira indicação ao Óscar de Melhor Diretor. Em seguida, o cineasta realizou filmes de grande aclamação crítica como a comédia dramática Matchstick Men (2003), o épico Kingdom of Heaven (2005) e a comédia romântica A Good Year (2006). Em 2007, retoma sua longa parceria com o ator Russell Crowe na produção do filme policial biográfico American Gangster, baseado na vida do mafioso nova-iorquino Frank Lucas e vencedor do Prêmio Satellite de Melhor Edição, entre outros prêmios. 

## Filmografia

### Cinema
| Ano  | Filme                      | Papel   | Papel    | Ref.   |
| Ano  | Filme                      | Diretor | Produtor | Ref.   |
| ---- | -------------------------- | ------- | -------- | ------ |
| 1977 | The Duellists              | Sim     |          | [ 6 ]  |
| 1979 | Alien                      | Sim     |          | [ 4 ]  |
| 1982 | Blade Runner               | Sim     |          | [ 7 ]  |
| 1985 | Legend                     | Sim     |          | [ 8 ]  |
| 1987 | Someone to Watch Over Me   | Sim     | Sim      | [ 9 ]  |
| 1989 | Black Rain                 | Sim     |          | [ 9 ]  |
| 1991 | Thelma & Louise            | Sim     | Sim      | [ 9 ]  |
| 1992 | 1492: Conquest of Paradise | Sim     | Sim      | [ 9 ]  |
| 1996 | White Squall               | Sim     | Sim      | [ 9 ]  |
| 1997 | G.I. Jane                  | Sim     | Sim      | [ 9 ]  |
| 2000 | Gladiator                  | Sim     |          | [ 5 ]  |
| 2001 | Hannibal                   | Sim     | Sim      | [ 9 ]  |
| 2001 | Black Hawk Down            | Sim     | Sim      | [ 9 ]  |
| 2003 | Matchstick Men             | Sim     | Sim      | [ 9 ]  |
| 2005 | Kingdom of Heaven          | Sim     | Sim      | [ 9 ]  |
| 2006 | A Good Year                | Sim     | Sim      | [ 9 ]  |
| 2007 | American Gangster          | Sim     | Sim      | [ 9 ]  |
| 2008 | Body of Lies               | Sim     | Sim      | [ 9 ]  |
| 2010 | Robin Hood                 | Sim     | Sim      | [ 9 ]  |
| 2012 | Prometheus                 | Sim     | Sim      | [ 4 ]  |
| 2013 | The Counselor              | Sim     | Sim      | [ 9 ]  |
| 2014 | Exodus: Gods and Kings     | Sim     | Sim      | [ 10 ] |
| 2015 | The Martian                | Sim     | Sim      | [ 11 ] |
| 2017 | Alien: Covenant            | Sim     | Sim      | [ 4 ]  |
| 2017 | All the Money in the World | Sim     | Sim      | [ 12 ] |
| 2021 | The Last Duel              | Sim     | Sim      | [ 13 ] |
| 2021 | House of Gucci             | Sim     | Sim      | [ 14 ] |
| 2023 | Napoleon                   | Sim     | Sim      | [ 15 ] |
| 2024 | Gladiator II               | Sim     | Sim      | [ 16 ] |